# I Bet You Think About Me
«I Bet You Think About Me» —en español: «Apuesto a que piensas en mí»—es una canción de la cantautora estadounidense Taylor Swift con el cantante estadounidense Chris Stapleton . Republic Records y MCA Nashville distribuirán la canción en los formatos de radio country estadounidense el 15 de noviembre de 2021 como el sencillo principal del segundo álbum regrabado de Swift, Red (Taylor's Version) (2021).
Swift escribió «I Bet You Think About Me» con Lori McKenna y lo produjo con Aaron Dessner. Una pista de country pop y folk-pop, está impulsada por una armónica y tiene letras que se burlan del estilo de vida de un ex amante. Los críticos elogiaron las armonías vocales de Stapleton y la aguda composición de Swift.

## Antecedentes
La cantautora estadounidense Taylor Swift lanzó su cuarto álbum de estudio, Red, el 22 de octubre de 2012, a través de Big Machine Records. Combina country y pop con muchos géneros, lo que provocó un debate en los medios sobre el estado de Swift como artista country. El álbum fue un éxito de crítica, ubicándose en el número 99 de la revista Rolling Stone 2020 revisión de los ' 500 mejores álbumes de todos los tiempos. Para junio de 2021, había vendido más de cuatro millones de copias en Estados Unidos.
Swift firmó con Republic Records después de que su contrato con Big Machine expirara en 2018; su contrato con el sello le otorgó los derechos sobre las grabaciones maestras de su música. En 2019, Big Machine, así como las grabaciones maestras de los primeros seis álbumes de estudio de Swift, fueron adquiridas por el empresario Scooter Braun. Swift comenzó a regrabar sus álbumes de Big Machine en noviembre de 2020, como un medio para poseer sus grabaciones maestras. El primer álbum regrabado, Fearless (Taylor's Version), la regrabación del álbum de Swift de 2008, fue lanzado el 9 de abril de 2021. Lanzó su segundo álbum regrabado, Red (Taylor's Version), la regrabación del álbum de 2012, el 12 de noviembre de 2021. Además de las pistas originales de Red, Red (Taylor's Version) incluye nueve pistas inéditas «from the Vault», incluyendo «I Bet You Think About Me», que Swift había escrito pero nunca lanzado para Red.

## Composición
«I Bet You Think About Me» es una combinación de country y pop, típica de la discografía de Swift a principios de la década de 2010. Taste of Country lo describió como folk-pop. La canción es una pista impulsada por la armónica con voces vibrantes y letras que se burlan del ex amante de Swift y su estilo de vida. Chris Stapleton proporciona armonías vocales de fondo. En la letra, Swift se identifica a sí misma como una niña «criada en una granja», y su ex amante «creció en una comunidad cerrada de cuchara de plata».

## Recepción de la crítica
Chris Willman escribiendo para Variety le dio a «I Bet You Think About Me» una calificación de cinco de cinco. Aunque Willman consideró que la aparición de Stapleton como invitado era demasiado corta, elogió la pista por su producción country más ruidosa en comparación con lo que «Swift estaba logrando en ese momento» y la letra aguda. Jessica Nicholson de Billboard elogió la "voz bruñida y de blues" de Stapleton, que junto con la entrega de Swift produjo una canción "bien elaborada". En USA Today, Melissa Ruggieri escribió que aunque las "voces en tonos whisky de Stapleton son el hermoso papel de lija para la elegante voz de Swift, la melodía debe recordarse por algunas de las letras más sarcásticas de Swift".

## Posicionamiento en listas
| Listas (2021–2022)                 | Mejor posición |
| ---------------------------------- | -------------- |
| Australia (ARIA)                   | 43             |
| Canadá (Canadian Hot 100)          | 17             |
| Canadá (Canada Country)            | 34             |
| Global 200 (Billboard)             | 22             |
| Estados Unidos (Billboard Hot 100) | 22             |
| Estados Unidos (Country Airplay)   | 23             |
| Estados Unidos (Hot Country Songs) | 3              |

## Historial de lanzamientos
| Región         | Fecha                   | Formato       | Sello discográfico | Ref.  |
| -------------- | ----------------------- | ------------- | ------------------ | ----- |
| Estados Unidos | 15 de noviembre de 2021 | Country radio | Republic           | [ 1 ] |